# Piedigriggio
Piedigriggio (in corso Pedigrisgiu) è un comune francese di 142 abitanti situato nel dipartimento dell'Alta Corsica nella regione della Corsica.
Oltre al capoluogo il comune comprende gli abitati di Taverna e Grisgione, entrambi a valle del capoluogo, lungo la Route nationale 193.

## Società

### Evoluzione demografica
Abitanti censiti